# 綿本彰
綿本 彰（わたもと あきら、1970年1月11日 - ）は、世界各国で活躍するヨガ、瞑想の指導者、指導者トレーナー。 瞑想と睡眠に特化したYouTuber。
ヨガ、瞑想指導者である父、綿本昇から幼い頃よりヨガを学ぶ。

## 来歴
大阪府松原市出身。人工知能を学ぶために、神戸大学工学部システム工学科へ入学。1992年に大学卒業後、経営コンサルティング会社に入社。1年半で退社してインド修行に経ちヨガの道へ。
1994年、綿本昇が会長を務める日本ヨーガ瞑想協会にてヨガ指導を開始。2003年、日本初となるパワーヨガ専門スタジオをオープン。2004年、ケンハラクマ、綿本哲と共にヨガフェスタを発起。

## 第三次ヨガブーム
第一次ヨガブームを、沖正弘師、佐保田鶴治師の時代。
第二次ヨガブームを、田原豊道師、番場一雄師、そして綿本昇師の時代とするなら、第三次ヨガブームは、ケンハラクマ、綿本彰が切り拓いた時代と言える。
日本におけるアシュタンガヨガの第一人者であるケンハラクマと、パワーヨガの第一人者である綿本彰の活動によって、多くのメディアがヨガを取り上げ、今もなお続くヨガムーブメントの礎を築いた。
同時に、綿本彰の兄である綿本哲は、ヨガマットやストラップなど、それまでのヨガではあまり用いられることがなかったヨガプロップスを専門的に販売するヨガワークスを東京銀座に設立。新しいタイプのヨガの普及を助ける。
また、ケンハラクマ、綿本哲、綿本彰の三人は、それまで流派間の交流がなかったことに問題を感じ、または業界の活性化をはかるためにヨガフェスタを発起。現在はアジア最大級のヨガイベントとなっている。

## 活動[9]
日本各地やオンラインにてヨガや瞑想の指導、ヨガや瞑想指導者の育成にあたるほか、インドをはじめ、イギリスやイタリアなど、世界各国でヨガや瞑想の指導を行う。また、日本でのヨガニドラの普及に大きく貢献する。
この他、テレビや雑誌など多くの取材を受け、50を超える著作物を手掛けるなど、メディアでも積極的にヨガや瞑想の指導を行っている。
| 年   | 媒体     | タイトル                                                          | 出版                 |
| ---- | -------- | ----------------------------------------------------------------- | -------------------- |
| 1996 | 書籍     | アーユルヴェーダ ～心と体の快適セルフエステ～                     | テラコーポレーション |
| 1997 | 書籍     | 自律神経をととのえるリラクセーション                              | 主婦と生活社         |
| 2003 | MOOK     | 「パワーヨーガ」ダイエット                                        | 双葉社               |
| 2003 | CD BOOK  | シンプルヨーガ                                                    | 新星出版社           |
| 2003 | MOOK     | 綿本彰のプチヨーガ                                                | 別冊宝島             |
| 2003 | CD BOOK  | パワーヨーガ                                                      | 新星出版社           |
| 2004 | 書籍     | ココロとカラダが元気になるプチヨーガ                              | 主婦と生活社         |
| 2004 | MOOK     | 「ゆがみ直し」のヨーガ・ダイエット                                | 双葉社               |
| 2004 | 書籍     | 「ヨーガ」おうちエクササイズ                                      | 高橋書店             |
| 2004 | 書籍     | 10秒が効く！プチヨーガダイエット                                  | 新星出版社           |
| 2004 | 書籍     | パワーヨーガで内側からキレイになる                                | ダイヤモンド社       |
| 2004 | MOOK     | 10秒間プチヨーガ ダイエット                                       | 双葉社               |
| 2004 | 書籍     | パーフェクトヨーガ                                                | KKベストセラーズ     |
| 2004 | CD BOOK  | 免疫力を高めるヨーガ式呼吸レッスン                                | 新星出版社           |
| 2004 | VHS      | 綿本彰のパワーヨーガ                                              | NHKソフトウェア      |
| 2004 | 書籍     | 1分間パワーヨーガ・ダイエット                                     | 講談社               |
| 2004 | 書籍     | ヨーガ式呼吸法ダイエット                                          | 双葉社               |
| 2004 | 書籍     | ヨーガの奥義                                                      | 講談社               |
| 2004 | 書籍     | 瞑想ヨーガ入門                                                    | 実業之日本社         |
| 2004 | 書籍     | ヨーガとアロマで調える 体質別気持ちいい暮らし方                   | 枻出版               |
| 2004 | DVD BOOK | DVDで覚える シンプルヨーガLesson                                  | 新星出版社           |
| 2005 | DVD MOOK | 綿本彰のDVDで始めるパワーヨーガ                                   | 双葉社               |
| 2005 | DVD MOOK | 綿本彰の美しくなるヨーガ DVDレッスン                              | 主婦と生活社         |
| 2005 | DVD MOOK | 綿本彰の[決定版] DVDダイエットヨーガ                              | 宝島社               |
| 2005 | MOOK     | 30秒疲れ取りヨーガ                                                | 双葉社               |
| 2005 | DVD BOOK | DVD版 10秒ヨーガ                                                  | 講談社               |
| 2005 | DVD MOOK | 綿本彰のDVDレッスン パワーヨーガ本格エクササイズ                  | 双葉社               |
| 2006 | CD BOOK  | Yogaではじめる瞑想入門                                            | 新星出版社           |
| 2006 | DVD      | 綿本彰のパワーヨーガ パーフェクト・レッスン                       | NHKエンタープライズ  |
| 2008 | CD BOOK  | シンプルメディテーション 瞑想をこれから始める人の本               | 新星出版社           |
| 2009 | 書籍     | 綿本彰の骨盤ヨガ                                                  | 双葉社               |
| 2009 | DVD BOOK | ヨーガのきほん 5POSE YOGA                                         | 新星出版社           |
| 2009 | DVD MOOK | 綿本彰のお風呂ヨーガ デトックス&ダイエット                        | 宝島社               |
| 2009 | DVD      | 綿本彰のステップアップ パワーヨーガ                               | NHKエンタープライズ  |
| 2010 | 書籍     | Yogaに役立つ解剖学（翻訳監修）                                    | yoga works           |
| 2010 | DVD      | ヨーガのための解剖学                                              | yoga works           |
| 2010 | DVD      | 綿本彰のやさしいパワーヨーガ                                      | NHKエンタープライズ  |
| 2011 | MOOK     | 綿本彰のきれいに効くヨーガ                                        | NHK出版              |
| 2011 | CD BOOK  | 2分間聴くだけで、疲れもストレスも消える！「幸せここち」メソッド   | マガジンハウス       |
| 2011 | CD BOOK  | 眠りのヨガ～ヨガニドラ～                                          | 新星出版社           |
| 2012 | 書籍     | よくわかる瞑想ヨガ                                                | 実業之日本社         |
| 2012 | 書籍     | 「心の疲れ」がスッキリ消える簡単ヨガ                              | 扶桑社               |
| 2013 | DVD      | 綿本彰の癒しのヨーガメソッド                                      | ポニーキャニオン     |
| 2013 | CD       | 静 -Silence-（プロデュース）                                      | 日本コロムビア       |
| 2015 | DVD      | 綿本彰のヨーガメソッド                                            | ポニーキャニオン     |
| 2016 | 書籍     | YOGAポーズの教科書                                                | 新星出版社           |
| 2017 | 書籍     | 集中力を高め、ヒラメキを生む 心の整え方                           | 実業之日本社         |
| 2017 | 書籍     | 心と体に効かせる はじめてヨガ                                     | 学研プラス           |
| 2018 | 書籍     | 一瞬で自己肯定を上げる瞑想法                                      | KADOKAWA             |
| 2019 | 書籍     | ヨガ講師のための 触れて伝える ヨガアジャストメント（翻訳監修）    | 医道の日本社         |
| 2019 | 書籍     | 脳の疲れをリセットする ここヨガ                                   | 新星出版社           |
| 2019 | CD       | The Healing Breath〜 癒しの呼吸（監修）                           | Flamingo Blue Music  |
| 2020 | 書籍     | 心の疲れをどこでもリセット！ ゆるヨガ                             | 三笠書房             |
| 2020 | DVD      | 綿本彰のやさしいヨーガ ~呼吸を感じて心とカラダをゆるめる          | ポニーキャニオン     |
| 2022 | 書籍     | 理由がわかれば心身が整う! ヨガを楽しむ教科書                      | ナツメ社             |
| 2024 | 書籍     | 読むだけで身体と心がととのうヨガ 人生が輝く魔法のヨガ・メソッド50 | 主婦と生活社         |
|      | 書籍     | 自分史上最高に整う! 魔法の「笑い呼吸法」レッスン                  | ナツメ社             |